# Collezione Filomarino

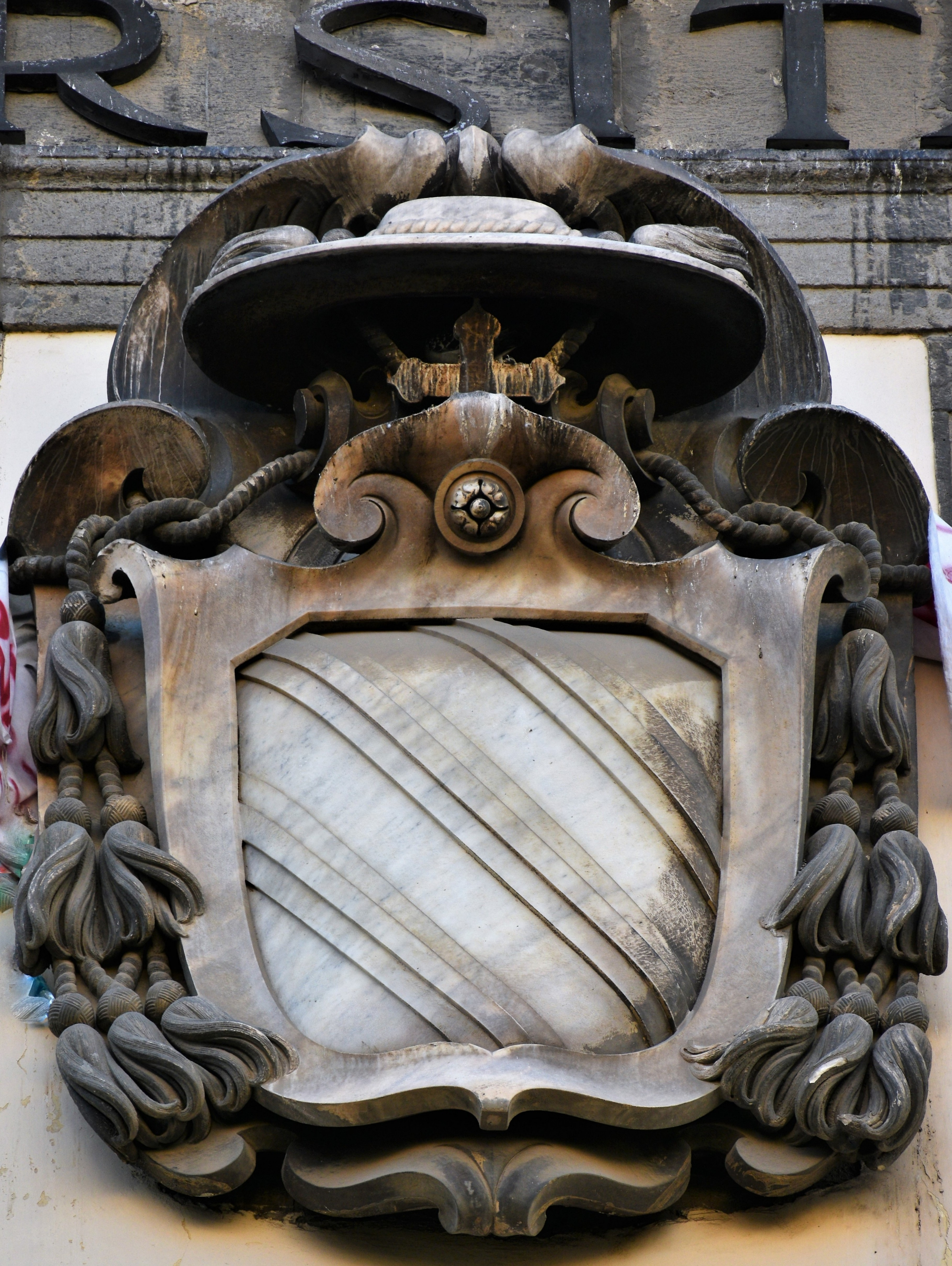
Stemma del cardinale Ascanio Filomarino nel suo palazzo di Napoli presso largo San Giovanni Maggiore

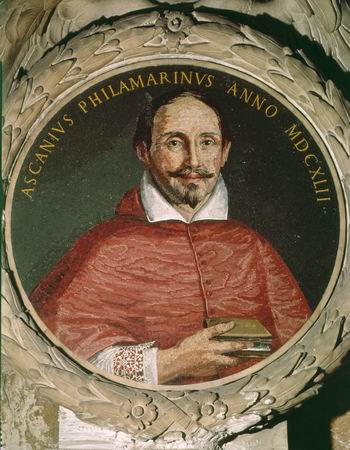
Ritratto di Ascanio Filomarino nell'altare gentilizio dei Santi Apostoli di Napoli

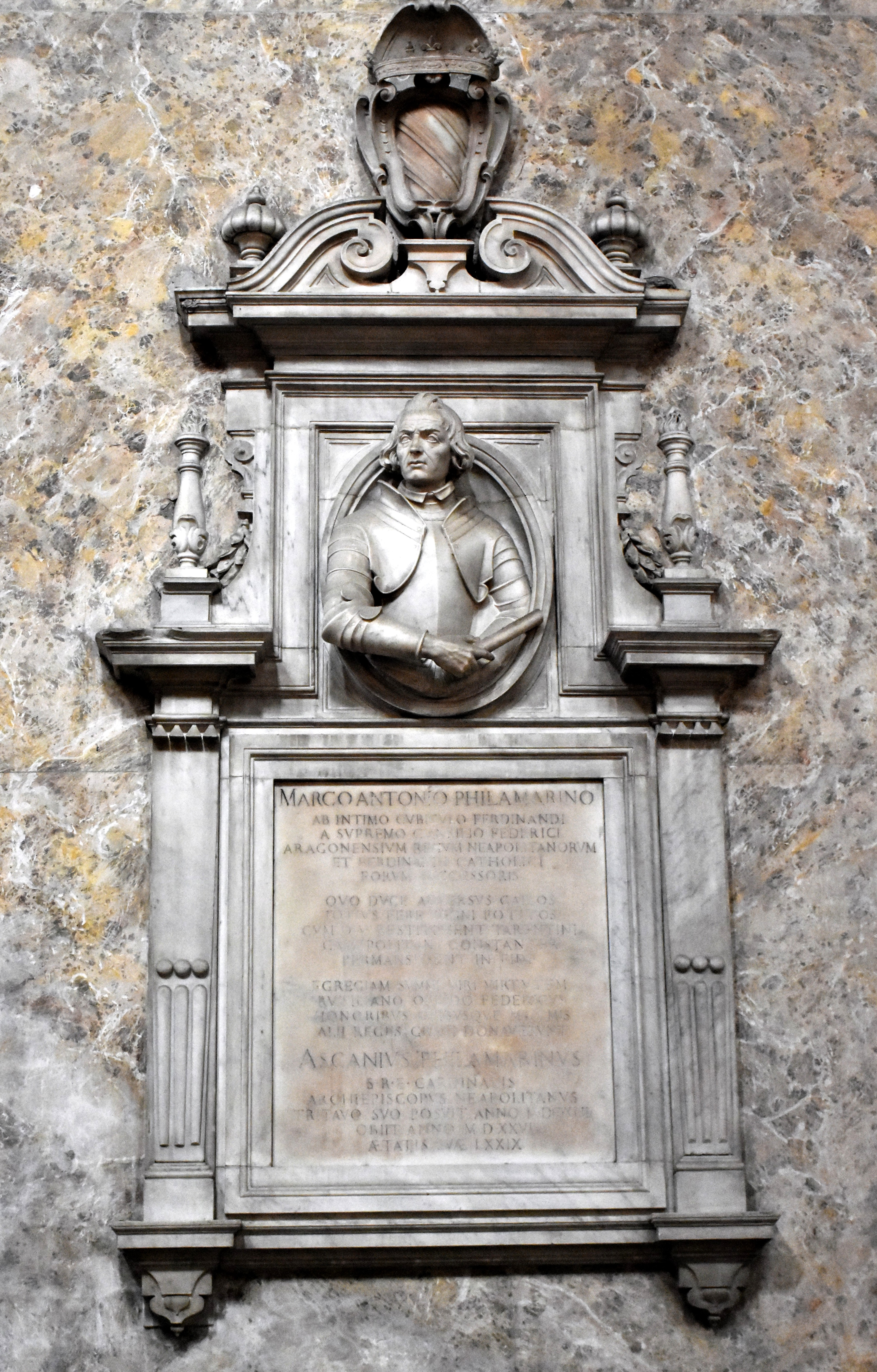
Monumento funebre di Marcantonio Filomarino, fatto eseguire da Ascanio nel duomo di Napoli

La collezione Filomarino è stata una collezione d'arte seicentesca nata e sviluppata tra Roma e Napoli e appartenuta alla famiglia Filomarino.
Si tratta di una delle più importanti raccolte della città, frutto di due autonome collezioni avviate da due esponenti del casato facenti parte di due linee di discendenza distinte, da un lato quella di Marcantonio Filomarino, dei principi della Rocca e dall'altro il cardinale Ascanio Filomarino, ramo dei duchi della Torre.
La collezione di Marcantonio contava nel suo inventario del 1634 circa 200 pezzi, per lo più pitture del Seicento napoletano, e crebbe con altre immissioni effettuate dagli eredi fino al Settecento. Il potente Ascanio Filomarino, invece, cresciuto nell'orbita barberiniana, grazie alla quale acquisì le doti di collezionista raffinato, costruì la sua collezione, che contava negli inventari del 1685 e del 1700 (seppur lui morì già nel 1666) circa 300 pezzi, con una prevalenza di pitture classiciste di formazione romana, tra cui dipinti di Annibale Carracci, Domenichino, Francesco Albani, Giovanni Lanfranco, Guido Reni, Nicolas Poussin e del Cavalier d'Arpino, ma anche opere di Caravaggio, Valentin de Boulogne, Simon Vouet e Artemisia Gentileschi.
Col passare degli anni la collezione dei Filomarino della Rocca vide l'uscita di diverse opere del suo inventario, successivamente non più rintracciate, mentre nel corso della metà del Settecento diverse tele già in collezione di Ascanio confluirono in quella della Rocca, cosicché le altre che rimasero presso la residenza della Torre furono distrutte o disperse nel 1799, in occasione di una sommossa popolare per la fine della Repubblica napoletana che vide alcuni ambienti del palazzo del cardinale esser dati al rogo. Dagli antichi inventari Filomarino, sia di Marcantonio che di Ascanio, solo poche opere della collezione sono state adeguatamente identificate.

## Storia

### Origini familiari
I Filomarino erano una famiglia nobiliare napoletana molto influente durante il periodo che va dal XV al XVII secolo. Il casato si distinse sotto il profilo storico per essere uno dei più antichi del regno di Napoli, la cui discendenza ha fornito nel tempo un lungo elenco di valorosi cavalieri e uomini d'armi al servizio dei sovrani della città.
Marcantonio faceva parte del ramo familiare dei principi della Rocca (Raccadaspide), in origine baroni e poi conti, generato dal matrimonio di Marco Filomarino con Maria Zurlo, da cui nacquero quattro figli, da cui per discendenza di Tommaso vi furono, in successione padre-figlio, Giacomo, Tommaso II, Giovan Battista Filomarino e quindi il principe Marcantonio. La residenza di famiglia fu quella presso la basilica di Santa Chiara, acquistata nel 1606 da Tommaso III Filomarino, conte di Rocca d’Aspide (nel 1610 acquisì poi il titolo di I principe dal re di Spagna Filippo III), fratello primogenito di Marcantonio.
Il cardinale Ascanio fu invece trovò le sue fortune nella carriera ecclesiastica a Roma. Ritornato a Napoli nel 1642 dopo che fu nominato cardinale e arcivescovo della città, fu tra le personalità più influenti della Napoli del Seicento sapendosi destreggiare in campo politico durante gli anni turbolenti che visse la città tra la rivolta di Masaniello del 1647 e la peste del 1656.

### Seicento

#### La collezione personale di Marcantonio Filomarino

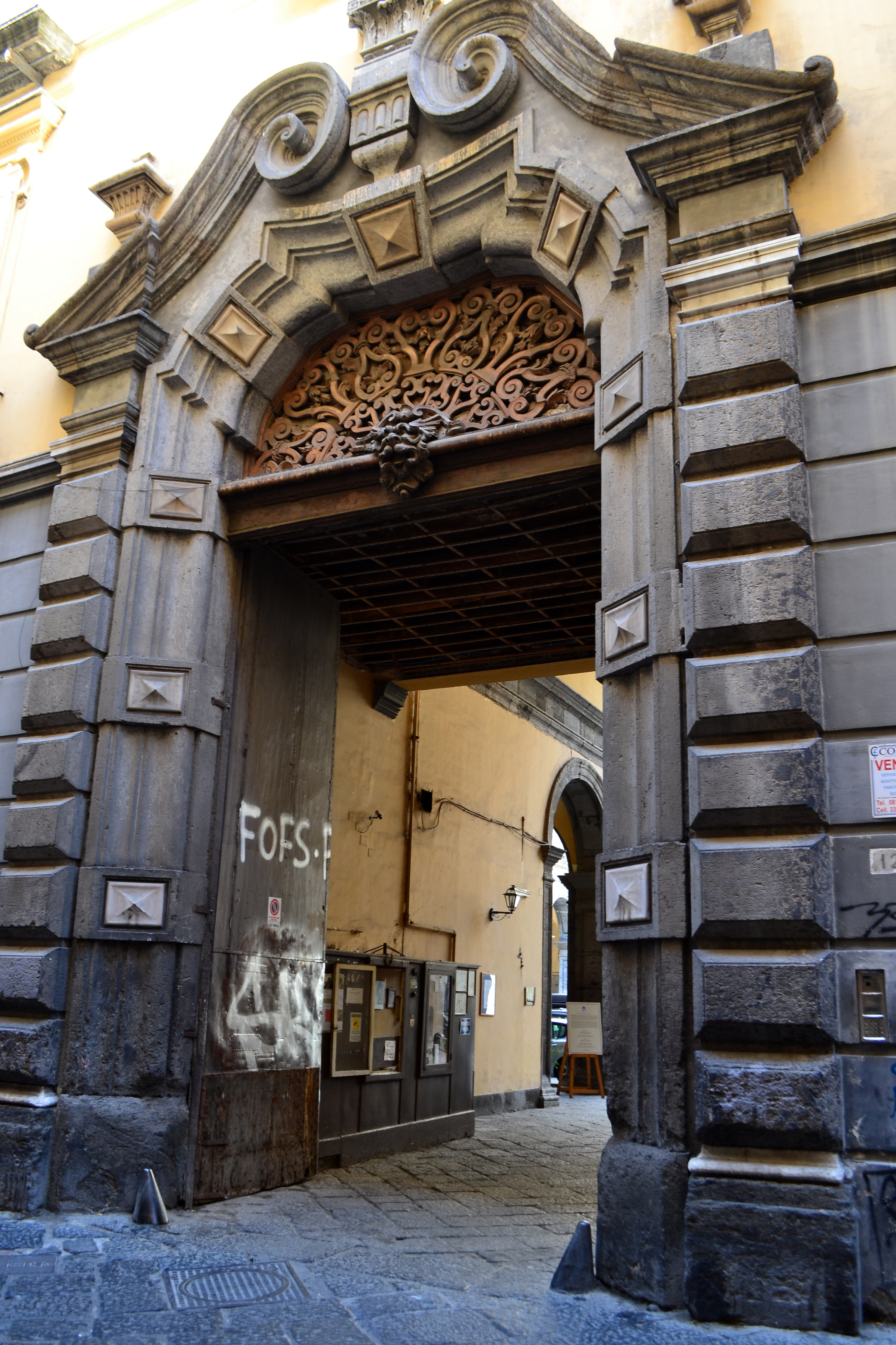
Il portone d'ingresso del palazzo Filomarino della Rocca a Napoli

Al 1613 risale la prima opera pubblica interamente finanziata da Marcantonio, assieme al fratello Tommaso, ossia la realizzazione della chiesa del Gesù Vecchio di Napoli.
Altre opere acquisite furono quelle tramite la mediazione del cugino di svariato grado Ascanio, che fece da tramite tra Simon Vouet e Marcantonio, giacché intorno al 1620-1623 risale l'acquisto di ben diciotto opere del pittore francese di stanza a Roma. Nella fattispecie il nobile acquistò una tela con la Circoncisione (con molta probabilità quella poi finita nella chiesa di Sant'Angelo a Segno di Napoli e oggi al Museo di Capodimonte), pagata da Ascanio per intermediazione 38 scudi a saldo di 120 già sborsati, la serie dei dodici Apostoli, più il Salvatore, la Madonna e il San Giovanni Battista, che furono pagati nel 1623 ben 250 scudi complessivi dallo stesso cardinale e poi anche una Visitazione di Santa Elisabetta, un'Annunziata e una Santa Caterina (oggi non rintracciate).

La raccolta di pitture che Marcantonio andava costruendo in realtà si aggiungeva ad una precedente collezione cinquecentesca messa insieme dal padre Giovanni Battista (morto nel 1578), che stando alla guida del Celano del 1692 comprendeva esclusivamente oggetti artistici e curiosità riferite alle cosiddette arti minori (mobilia, statuette, cristalli e altro), senza concepire al suo interno alcuna opera pittorica, eccezion fatta per dodici quadri di autore non segnalato che confluirono nelle proprietà di Marcantonio, tutti provenienti dai feudi di Conversano.

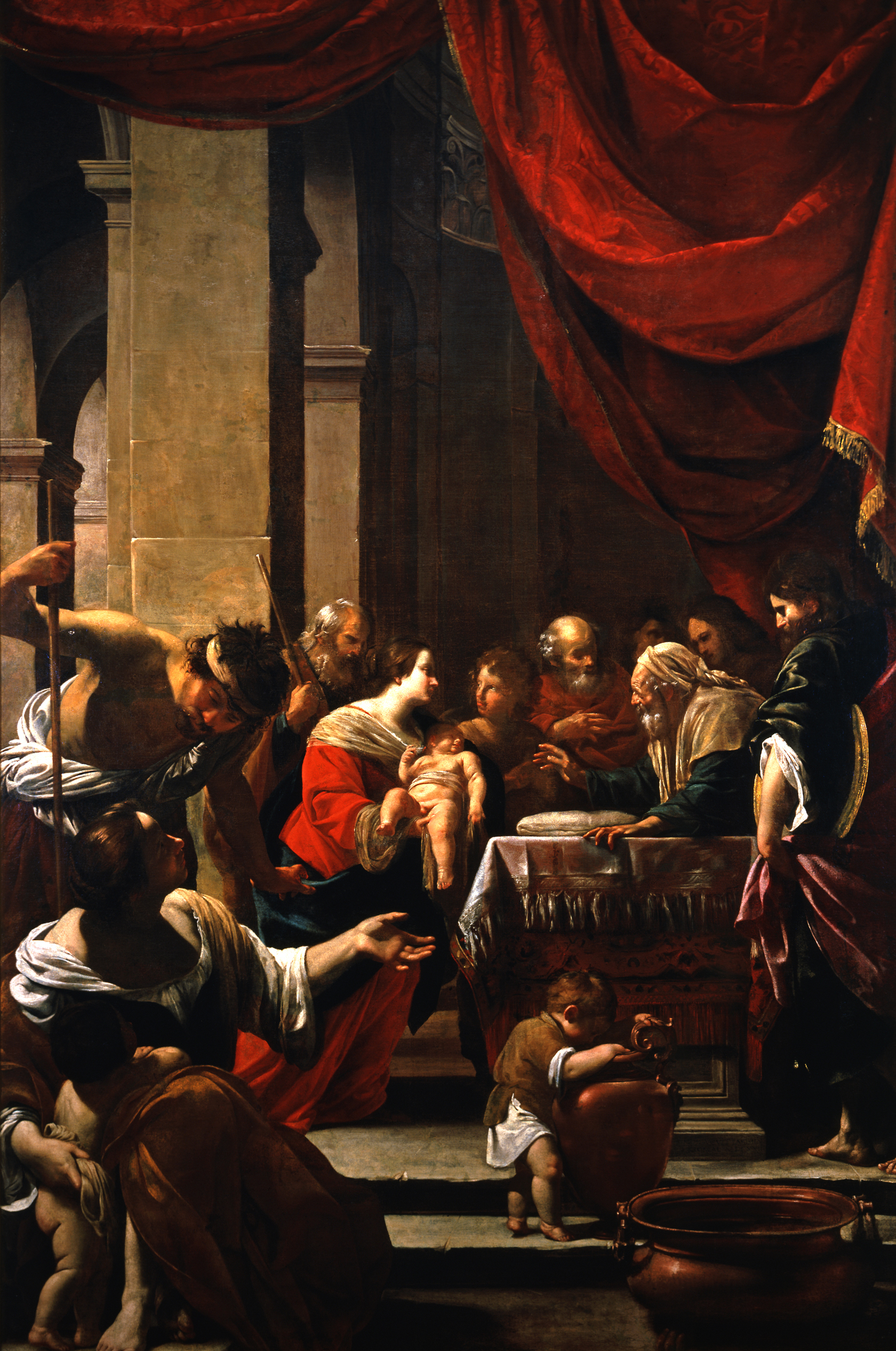
Simon Vouet, Circoncisione (identificabile con quella commessa da Marcantonio su intermediazione di Ascanio Filomarino, poi registrata nella chiesa di Sant'Angelo a Segno e oggi al Museo di Capodimonte, Napoli)

Questa raccolta di cose bizzarre, come riferì il Celano, fu ereditata prima da Tommaso, primogenito di Giovan Battista e poi, alla morte di questi, nel 1630, dal fratello Marcantonio Filomarino, dato che i suoi tre figli maschi gli premorirono. Nel 1633 Marcantonio acquisì in eredità anche la biblioteca di Tommaso, che si va ad aggiungere alla sua, già particolarmente ricca, includendo opere della letteratura sia italiana che spagnola. 
Nel 1634 Marcantonio muore, la collezione passò quindi al figlio Francesco Filomarino (1600-1678). La collezione di Marcantonio, stando all'inventario post mortem redatto, comprendeva una tela di Orazio Borgianni, una di Federico Barocci, una del Passignano, diciotto di Simon Vouet, e soprattutto della pittura napoletana del Seicento, tra cui cinque di Battistello Caracciolo (al quale fu avanzata anche una commessa pubblica per il feudo di Roccadaspide, con la tela dell'Immacolata per la chiesa di Santa Maria Assunta), quattro di Louis Finson, uno di Paolo Finoglio (pittore noto in famiglia, in quanto a lui furono commissionate da Isabella Filomarino, figlia di Tommaso, e dal marito Giangirolamo II Acquaviva le tele con le Storie della Gerusalemme Liberata per il castello di Conversano nonché la pala d'altare di Sant’Urbano che battezza Valeriano al cospetto di Cecilia e del cardinale Ascanio Filomarino, in omaggio alla porpora del familiare, sempre a Conversano), tre di Fabrizio Santafede, una di Jusepe de Ribera e svariate altre dei fratelli Cesare e Francesco Fracanzano.
Francesco (così come Ascanio) dovette gestire le diverse complicazioni che interessarono la città, su tutti la rivolta del popolo partenopeo, guidato da Masaniello, contro i viceré spagnoli. Il principe si rivelò esser persona molto vicina al popolo durante la rivolta di Masaniello del 1647 tant'è che questo legame causò colpi di cannonate che dal monastero di Santa Chiara andarono contro il palazzo Filomarino.
La collezione Filomarino della Rocca mutò la propria composizione negli anni, durante i vari passaggi di erede in erede (passò da Francesco al fratello Giovan Battista, poi a suo figlio Francesco Scipione, quindi alla sua morte nel 1697 al fratello Nicola, poi a suo figlio Giovan Battista II). Nel 1692, infatti, il Celano non menziona né i quattro Finson, né i cinque Battistello registrati nell'inventario del 1634, che evidentemente erano stati già dismessi o ricollocati altrove, mentre aggiunge all'elenco opere di ambito forestiero, tra cui di Pietro da Cortona (che potrebbe esser stato confuso con Luca Giordano), di Antonio Solario, di Jacopo Bassano e di Guido Reni. 

#### La collezione personale di Ascanio Filomarino

##### L'ascesa a Roma sotto il pontificato Barberni
I successi di Ascanio Filomarino si ebbero grazie alla carriera ecclesiastica che fece al seguito della famiglia Barberini: dopo un primo periodo giovanile in cui conobbe e fu amico di Maffeo Barberini, futuro pontefice col nome di Urbano VIII, divenne nel 1617 cameriere segreto di questi e poi maestro di camera del cardinal nipote Francesco Barberini, carica che ricoprì fino al 1641.
Ascanio, così come una fitta rete di nobili e chierici che facevano parte dell'ambiente pontificio del tempo, quali Ottavio Costa, Cassiano dal Pozzo, Bernardino Spada, Ciriaco Mattei, Giulio Mancini, Vincenzo Giustiniani e altri, divenne ben presto un attento e colto collezionista d'arte, grande estimatore del Classicismo italiano e dei pittori francesi, più in generale di quelle opere facenti parte del cosiddetto «stile barberiniano» che il cavaliere dal Pozzo andava creando.
Già dagli anni '20 del secolo le fonti antiche segnalano i primi contatti col pittore Simon Vouet, al quale chiese la realizzazione di alcune opere per conto di un parente a Napoli, Marcantonio Filomarino, ramo della Rocca.
Poche sono le informazioni dei primi anni romani di Ascanio, di certo si sa che la sua ascesa in ambito politico la ebbe dal momento in cui seguì il cardinale legatario Francesco Barberini nelle due trasferte diplomatiche in Francia (1625) e in Spagna (1626). In questo contesto strinse forti legami con Cassiano dal Pozzo, consigliere artistico del Barberini, il quale con ogni probabilità svolse il medesimo ruolo anche nei confronti di Ascanio (quantomeno nelle fasi iniziali).
La collezione Filomarino era una raccolta ritenuta, per volontà dello stesso cardinale, quanto più «romana» possibile. L'uomo si approfittava della sua posizione vicina al cardinal nipote Francesco Barberini per riuscire a intessere relazioni con i pittori che più gratificavano il suo gusto personale, così facendo riuscì ad ottenere opere dei più noti artisti dell'ambiente romano del Seicento.
Durante la sua attività mecenatica Ascanio divenne anche promotore di alcuni degli artisti attivi nell'Urbe per favorire l'immissione di loro opere nelle collezioni di familiari residenti nella città partenopea, come nel caso di Simon Vouet, che fu sponsorizzato già nel 1620-1623 a Marcantonio Filomarino della Rocca, immettendo nella sua collezione ben diciotto opere del pittore francese. Marcantonio, che viveva nello storico palazzo familiare presso Santa Chiara, fu una persona molto rilevante nella storia della città di Napoli e nella vita di Ascanio, seppur i due parenti erano di due linee familiari distinte già nel XV secolo (il primo era della linea dei principi di Roccadaspide). Probabilmente il principe fu infatti colui che fece le veci del futuro cardinale quando il padre dei questi mori nel 1611 e che magari gli consentì di poter affrontare le spese iniziali di un trasferimento a Roma alla ricerca della sperata fortuna ecclesiastica.

##### Le acquisizioni e le commesse
Al ritorno dal viaggio in Francia e in Spagna, Ascanio avviò le prime grandi commesse, che furono iniziate tutte intorno al 1627, coinvolgendo tre pittori francesi molto in voga in quel periodo, tutti nella cerchia barberiniana ancorché in quella di Cassiano dal Pozzo, ossia Nicolas Poussin, Simon Vouet (che comunque il Filomarino già conosceva dagli anni '20) e Valentin de Boulogne.

Il Poussin fu uno dei pittori più stimati e frequenti nella collezione di Cassiano dal Pozzo, pertanto non è da escludere l'influenza che questi abbia avuto nelle scelte di Ascanio. Alla data del 27 maggio del 1627 risulta un pagamento di 50 scudi al pittore francese per una tela del Cristo che dona la vista a un cieco, mentre cinque mesi dopo, il 6 ottobre, furono elargiti altri 35 scudi per una scena della Sacra Famiglia. Entrambi i dipinti sono oggi non rintracciati, tuttavia il secondo è noto grazie al fatto che ne furono fatti disegni e incisioni da Jean-Honoré Fragonard e Jean-Robert Ango intorno al 1761, quando visitarono l'Italia al seguito di Jean-Claude Richard de Saint-Non. 
Il 5 giugno del 1627 avviene il pagamento di Ascanio al Vouet pari a 150 scudi per la realizzazione di dodici tele raffiguranti gli Angeli con i simboli della Passione, oggi sparsi in collezioni private o non rintracciate, mentre solo due sono conservate nel Museo di Capodimonte a Napoli (quello con dadi e tunica e quello con lancia e spugna).
Tra maggio e luglio dello stesso anno risultano invece pagati al Boulogne 20 scudi per la realizzazione di un San Girolamo e un'Incoronazione di spine, che tuttavia non sono stati oggi identificati, anche per via del fatto che questi soggetti sono frequenti nel catalogo del pittore francese.
La data che segna una decisiva svolta per la collezione di Ascanio fu quella del 1628, quando furono messi all'asta dagli eredi i beni della collezione del cardinale Francesco Maria Bourbon del Monte, tra i principali uomini di cultura del tempo, simbolo del mecenatismo artistico che si registrò a Roma nel Seicento, la cui collezione testimoniava il passaggio stilistico dal pontificato Aldobrandini a quello Borghese, nonché il primo protettore del Caravaggio ed uno dei suoi più prolifici committenti.
Notoria è l'acquisizione di diversi lotti della raccolta delmontiana da parte di Francesco e Antonio Barberini e di Carlo Emmanuele Pio di Savoia, tuttavia, vista la rilevanza della collezione nonché l'elevata numerosità di opere che la componevano, altre tele furono acquistate da esponenti dell'entourage barberiniano, tra cui figurava esserci anche Ascanio Filomarino. Una notula di pagamento risalente al 1628 segnala l'acquisto di due lotti della collezione, un crocifisso d'argento e soprattutto un quadro di «S. Francesco abbandonato in terra con il Compagno che l'aiuta originale del Caravaggio», pagato 70 scudi in data 30 maggio. Stando ai documenti di archivio la tela non è identificabile con la versione oggi ad Hartford o a Udine, entrambe comunque provenienti dalla collezione di Ottavio Costa, in quanto la versione del Monte vedeva la presenza di un "compagno" a sorreggere il santo anziché l'angelo che invece caratterizza la versione Costa; ciò testimonia quanto il soggetto fosse in voga in quegli anni, al che il Merisi si troverà a realizzare molteplici versioni di scene su queste santo.
Il fatto che il Filomarino sia riuscito a inserirsi tra gli acquirenti dell'asta del Monte e soprattutto che sia riuscito ad accaparrarsi una tela del Merisi dinanzi ad estimatori accaniti come i Pio di Savoia e i Barberini (che da quella vendita ne acquistarono ben tre ciascuno), testimonia il ruolo socio politico che riuscì a consolidare in quel momento e, più nello specifico, il rispetto che il prelato seppe conquistarsi dalle illustri personalità della borghesia del tempo.

Al 1632 ritornano altre due commesse al Boulogne una riguardante quella del proprio ritratto, identificabile con quello oggi al castello di Montrésor, e un'altra quella del fratello Scipione Filomarino, oggi non rintracciato. Risulta inoltre completato in quell'anno un altro dipinto richiesto allo stesso pittore, ossia il Sacrificio di Abramo, identificabile con quello oggi al MET di New York (in deposito dal Museo di Montreal).

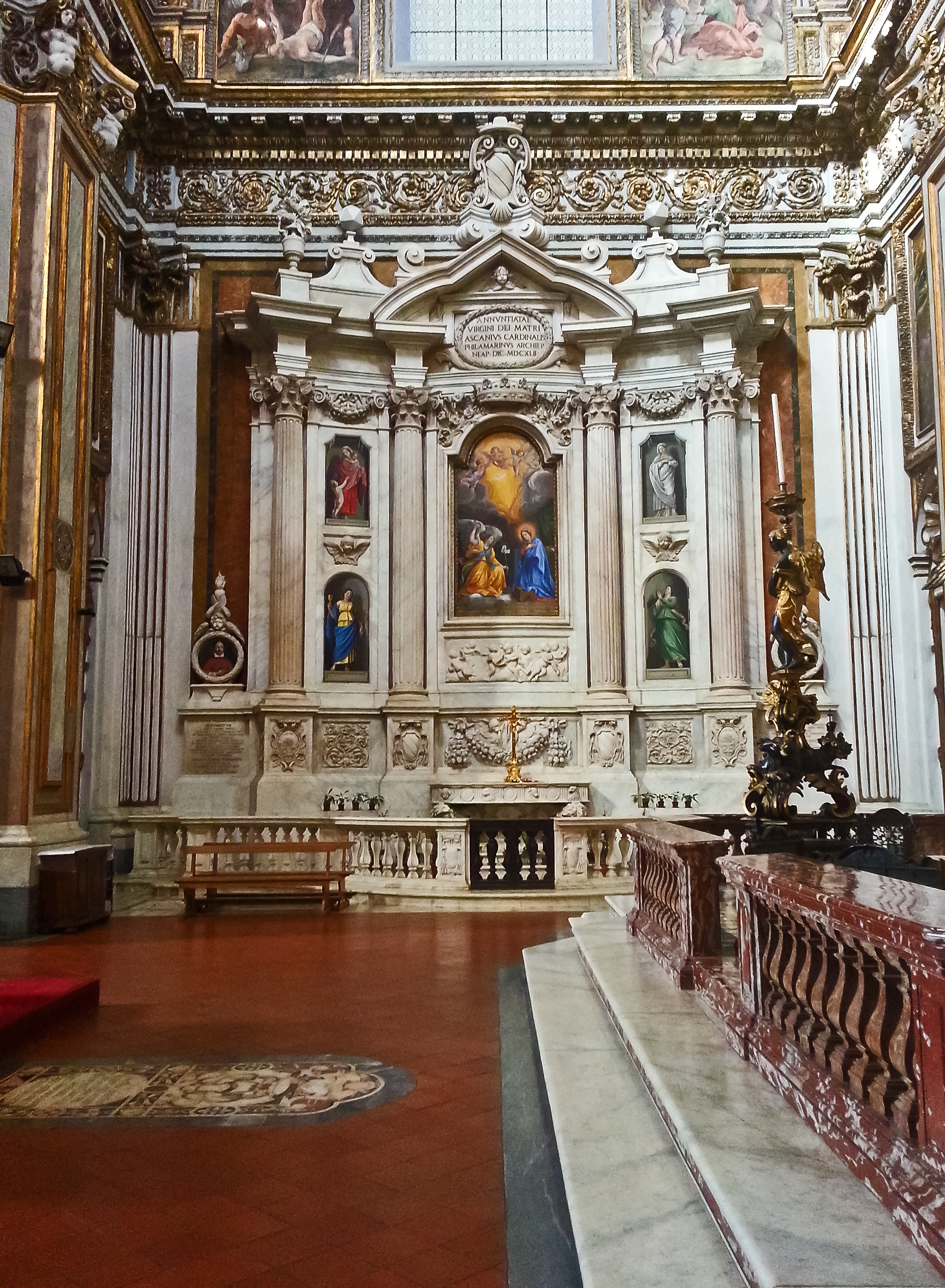
Altare Filomarino, opera su progetto di Francesco Borromini

Nel 1631 fu acquistato intanto per 6 scudi una tela con Sant'Antonio da Padova di Antonio della Corna, oggi non rintracciato, anche in questo caso pittore con cui entrò in contatto grazie ad una precedente commessa di Urbano VIII, avvenuta poco più di venti giorni prima di quella del Filomarino.
Nel 1634 avvenne una delle più importanti commesse del Filomarino, ossia quella del proprio monumento funebre da collocare a Napoli nella chiesa dei Santi Apostoli, che fu chiesto a una schiera di architetti e scultori di ambito romano. Francesco Borromini si occupò della parte inerente al progetto della grande ancona marmorea, mentre Andrea Bolgi e Francois Duquesnoy si occuparono degli apparati decorativi scultorei. La pala d'altare e le quattro virtù laterali furono realizzate da Giovan Battista Calandra, che si occupò anche di eseguire i due mosaici con i ritratti dei fratelli Ascanio e Scipione Filomarino per i medaglioni laterali, con molta probabilità copia delle due tele di Valentin de Boulogne. A una lunga lista di intagliatori spetta invece la parte concernente la rifinitura artistica dell'insieme e il rimontaggio della stessa a Napoli, dov'erano spediti i pezzi che la componevano. Tutto l'apparato monumentale costò al Filomarino più di 5.000 scudi, seppur non è rinvenuto dai documenti antichi alcun esborso in favore del Borromini, fatto che lascia intendere che questi abbia offerto il proprio lavoro gratuitamente come segno di gratitudine verso una figura molto vicina al suo protettore Francesco Barberini, che nel frattempo lo aveva impegnato nel sontuoso palazzo nobiliare alle Quattro Fontane.
Nel 1637 una missiva inviata da Artemisia Gentileschi, che intanto si era stabilita a Napoli, a Cassiano dal Pozzo registra la necessità della pittrice di avere del denaro per via dell'imminente matrimonio della figlia. Per questi motivi invia alcuni quadri al cavaliere romano, tra i quali uno è da destinare al «monsignor Filomarino», probabilmente il San Giovanni Battista che figurerà nell'inventario del 1685.

##### Gli ultimi anni a Roma
Nel 1641 si registra l'acquisto da parte di Ascanio di una serie di otto arazzi con le Storie di Cesare, che costituisce l'ultima attività nella città pontificia. I panni dovevano rappresentare un'opera di tutto rispetto per la collezione, tant'è che per la proprietà fu pattuito con il rivenditore Samuele da Paliano di Roma il prezzo di 770 scudi.
Nello stesso anno Urbano VIII eleva il Filomarino a cardinale; dal 1642 fece quindi ritorno nella sua città natale, dove fu arcivescovo. Il suo ruolo nella capitale del viceregno divenne di primaria importanza anche per via di cruciali vicissitudini che interesseranno la città da lì a breve (prima la rivolta di Masaniello del 1647 e poi la peste del 1656).

##### Il ritorno a Napoli

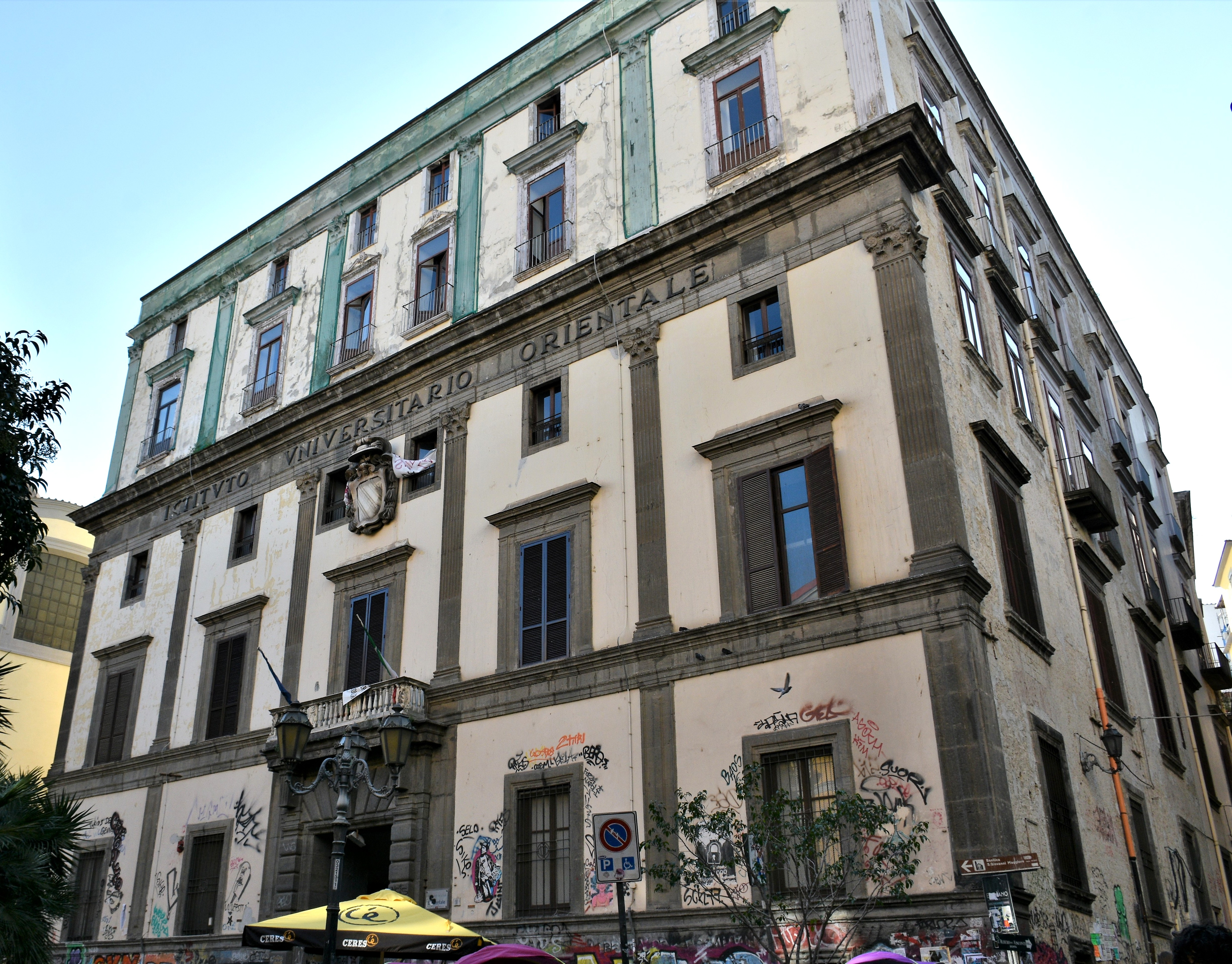
Palazzo Filomarino della Torre a Napoli, residenza di Ascanio Filomarino

Una volta giunto a Napoli, città che lasciò in gioventù per Roma, non cessarono le commesse e le acquisizioni effettuate da Ascanio, seppur qualitativamente e quantitativamente inferiori rispetto agli anni romani.
Nel 1643 furono commissionati ad artigiani locali gli interventi utili a ultimare l'altare Filomarino della chiesa dei Santi Apostoli, che fu inaugurato solo nel 1647, con il compimento del bassorilievo con il Sacrificio di Isacco, opera di Giulio Mencaglia, sotto la mensa dell'altare. Per lo stesso edificio l'arcivescovo finanzió poi numerose opere d'arte da destinare agli spazi di pubblica devozione.

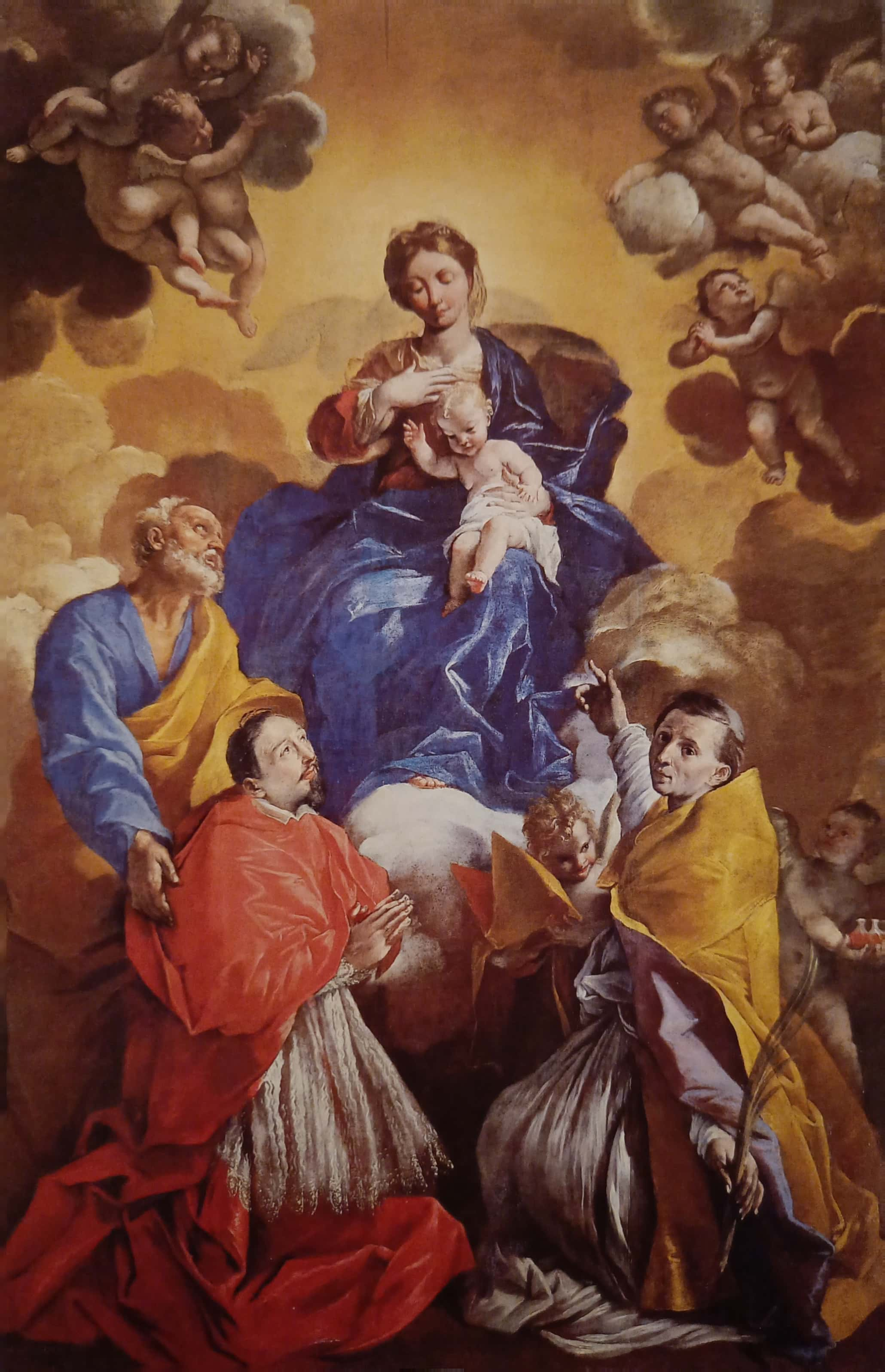
Giovanni Lanfranco, San Pietro e san Gennaro presentano il cardinale Ascanio Filomarino alla Vergine (1645, palazzo arcivescovile di Napoli)

Ulteriori interventi significativi del Filomarino si concentrarono quindi sul patrimonio immobiliare o su opere pubbliche cittadine più che in quello collezionistico privato in senso stretto, che restava una raccolta prettamente di matrice romana (evidentemente il cardinale non fu particolarmente interessato dal movimento artistico napoletano del Seicento). Per volere del cardinale fu completamente restaurato ad opera di Bonaventura Presti il palazzo arcivescovile, dove fu commissionata a Giovanni Lanfranco la pala d'altare della cappella privata con San Pietro e san Gennaro che presentano il cardinale Ascanio Filomarino alla Vergine ed alcuni fregi ad affresco. Nel 1645 fu invece acquistato dal marchese spagnolo Alfonso Sanchez di Grottola il palazzo familiare in San Giovanni Maggiore, dove verrà collocata tutta la sua collezione.

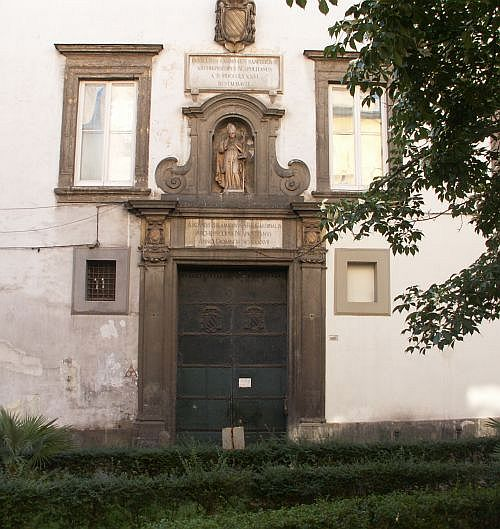
Portale d'ingresso del palazzo arcivescovile di Napoli (in alto è lo stemma Filomarino)

Tra il 1643 e il 1645 Ascanio si occupò di finanziare l'edificazione dei monumenti funebri ad alcuni familiari sepolti nel duomo di Napoli (altri familiari della sua linea diretta furono invece sepolti sotto il pavimento dov'è il monumento funebre ai Santi Apostoli, in appositi spazi acquistati dallo stesso Ascanio), tra questi vi fu anche quello a Marcantonio Filomarino della Rocca, il cui busto marmoreo venne richiesto ancora una volta al Mencaglia, scultore prediletto dell'arcivescovo napoletano una volta giunto in città, al quale fu affidata nel 1649 anche la realizzazione della statua di san Gennaro per il portone del palazzo arcivescovile.
Al pittore locale Francesco Di Maria fu commesso un ulteriore ritratto del cardinale (il sesto della sua collezione), oggi alla Galleria Corsini di Firenze, particolarmente rilevante in quanto alle spalle del Filomarino si vede il palazzo in San Giovanni Maggiore così com'è oggi. Altre commesse furono invece avanzate a Battistello Caracciolo, Andrea Vaccaro, Mattia Preti, Luca Giordano e altri esponenti della pittura locale.
Durante gli anni napoletani Ascanio dovette gestire le diverse complicazioni che interessarono la città, su tutti la rivolta del popolo partenopeo, guidato da Masaniello, contro i viceré spagnoli. Ascanio era ritenuto essere filofrancese in quanto evidente «Creatura dei Barberini». Così all'arcivescovo spettava l'arduo compito di distreggiarsi tra le pressioni che provenivano dai due opposti schieramenti, da un lato il papa filo spagnolo (e anti Barberini) Innocenzo X con i viceré di Napoli, dall'altro il popolo partenopeo, che riconosceva nella figura di Ascanio quella di influente uomo politico, consigliere e mediatore. Successivamente il Filomarino dovette gestire nel 1656 anche la peste che colpì la città.
Ascanio Filomarino morì nel 1666, redigendo un inventario della propria collezione, mai rinvenuto, sita tutta nel palazzo Filomarino di San Giovanni Maggiore, vincolandola mediante istituzione di un fidecommesso che la legava alla discendenza del fratello Scipione.

#### Gli inventari del 1685 e del 1700
Altri due inventari della collezione furono stilati nel 1685 e poi nel 1700 circa, pressoché identici tra loro, il primo redatto dal nipote erede omonimo del cardinale quale copia di quello del 1666, il secondo scritto alla morte di suo fratello, Alfonso Filomarino, duca della Torre a Mare.
I due elenchi registravano circa 300 opere, di cui tutte le principali commissioni ed acquisizioni di Ascanio, testimoniando in questo modo che a quella data la collezione era ancora pressoché tutta intatta. Vi erano infatti tre quadri di Nicolas Poussin (tra cui il Cristo che risana un cieco e la Sacra Famiglia), quattordici tele di Simon Vouet (tra cui la nota serie dei dodici Angeli con gli strumenti della passione del 1627), sette opere di Valentin de Boulogne (tra cui il Ritratto di Ascanio Filomarino, quello di Scipione, una Madonna, un Cristo e un Sacrificio di Abramo), una di Annibale Carracci, una di Pietro da Cortona, una di Francesco Albani, una del Lanfranco, due del Domenichino, sette di Guido Reni (di cui quattro erano cartoni preparatori), sei del Cavalier d'Arpino, uno di Artemisia Gentileschi, uno di Battistello Caracciolo, uno di Andrea Vaccaro, cinque di Francesco Fracanzano e tre di Cesare, uno di Mattia Preti, due di Luca Giordano e uno di Caravaggio, di cui il San Francesco già in collezione del cardinal Del Monte.
L'inventario registrava nella dimora ben trentatré arazzi, tra cui gli otto con le Storie di Cesare, che però erano diventati nel frattempo nove in quanto se ne aggiunse uno per esigenze di arredamento. Erano inoltre segnalati altri cinque panni riproducenti Storie di Diana, otto riguardanti episodi della vita di Ciro, sei quelli del Vello d'oro e cinque scene boscherecce.
Carlo Celano nella sua guida della città del 1692 conferma la presenza delle opere e aggiunge particolari circa la loro collocazione precisa nel palazzo.

### Settecento

#### La fusione delle due collezioni

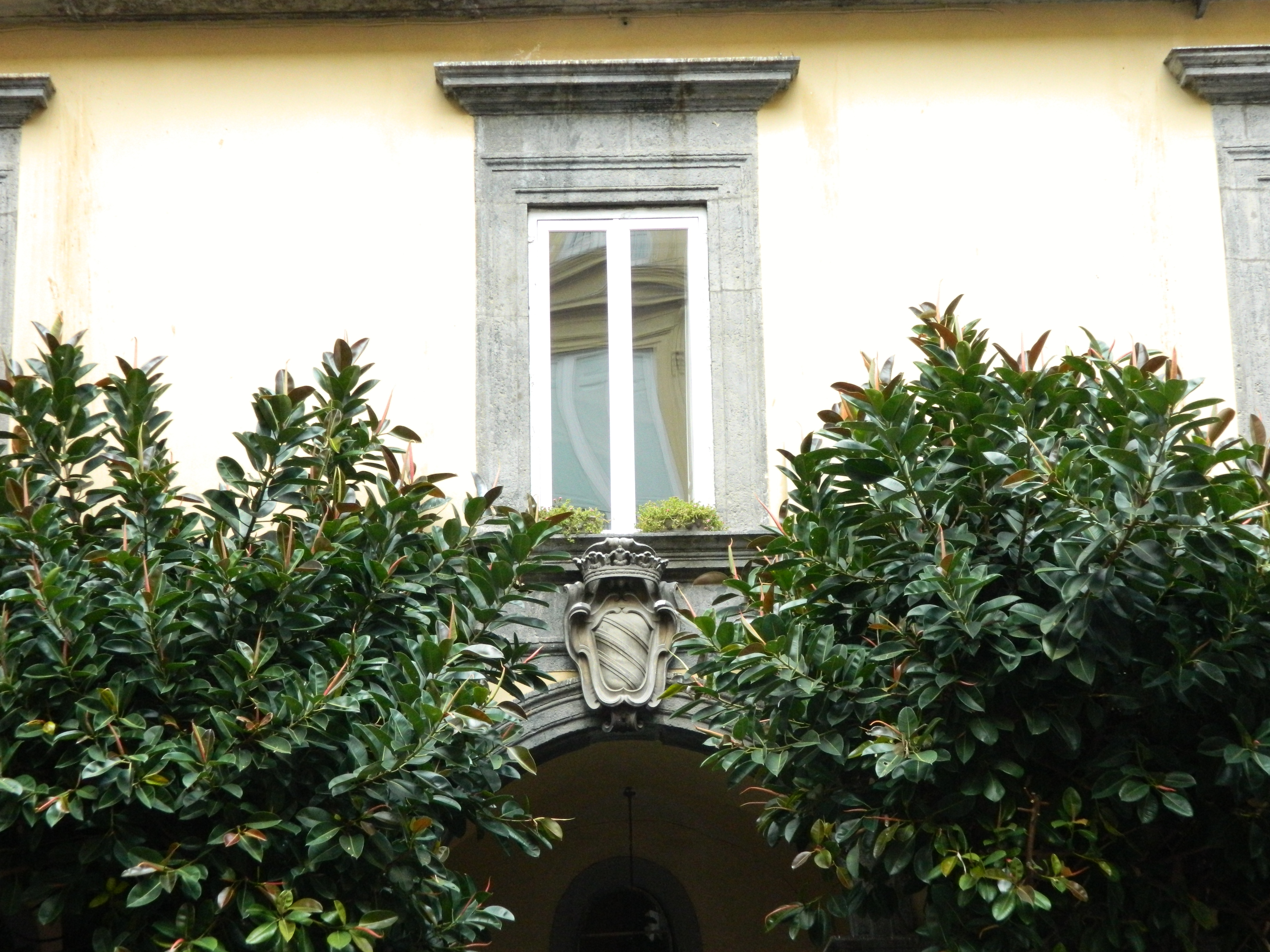
Stemma Filomarino nel cortile del palazzo della Rocca

Nel 1742 da Bernardo de Dominici visita la collezione dei Filomarino della Rocca e cita, dando conferma di ciò che vide il Celano nel 1692, tutte le opere che erano segnalate nell'inventario del 1634, ossia quelle di Pietro da Cortona, Guido Reni, Jacopo Bassano e altri.
I viaggiatori francesi che visitano la città nel 1758 (Charles Nicolas Cochin) e nel 1761 (Fragonard e Ango) descrivono e riproducono le opere già di Ascanio e Marcantanio conservate nelle rispettive residenze nobiliari, di cui, grazie ad alcune incisioni fatte nel frangente è possibile avere un'idea di quello che erano le scene dipinte (in quanto gran parte delle opere sono oggi non rintracciate). Dalla descrizione del Cochin si evince che diverse opere del cardinale erano a quella data conservate questa volta nel palazzo Filomarino della Rocca, tra cui la serie dei dodici Angeli con i simboli della Passione eseguiti dal Vouet e le Tre Marie al sepolcro di Annibale Carracci, che non si sa in che momento passarono dall'una all'altra raccolta. Non si sa quale sia stato il motivo che ha spinto gli eredi della Torre a trasferire alcune opere presso quelli della Rocca, se quindi le due collezioni si "unirono" per costituirne un'unica o se, più probabilmente, tra i due rami ci sia stato un semplice scambio (o dono) di opere, magari anche per motivi di sicurezza.
La collezione di Ascanio con le sue opere viene citata ancora nei diari di viaggio Voyage d'un François en Italie, pubblicato nel 1769, e Gentleman's guide in his tour through Italy, pubblicato nel 1787, scritti rispettivamente dal francese Joseph Jérôme Lefrançois de Lalande e dall'inglese Thomas Martyn. Di contro la conferma degli avvenuti spostamenti di opere della Torre presso la collezione del palazzo della Rocca si ha con la descrizione del marchese de Sade che fece degli appartamenti nel 1776.

#### La dispersione della collezione nel 1799

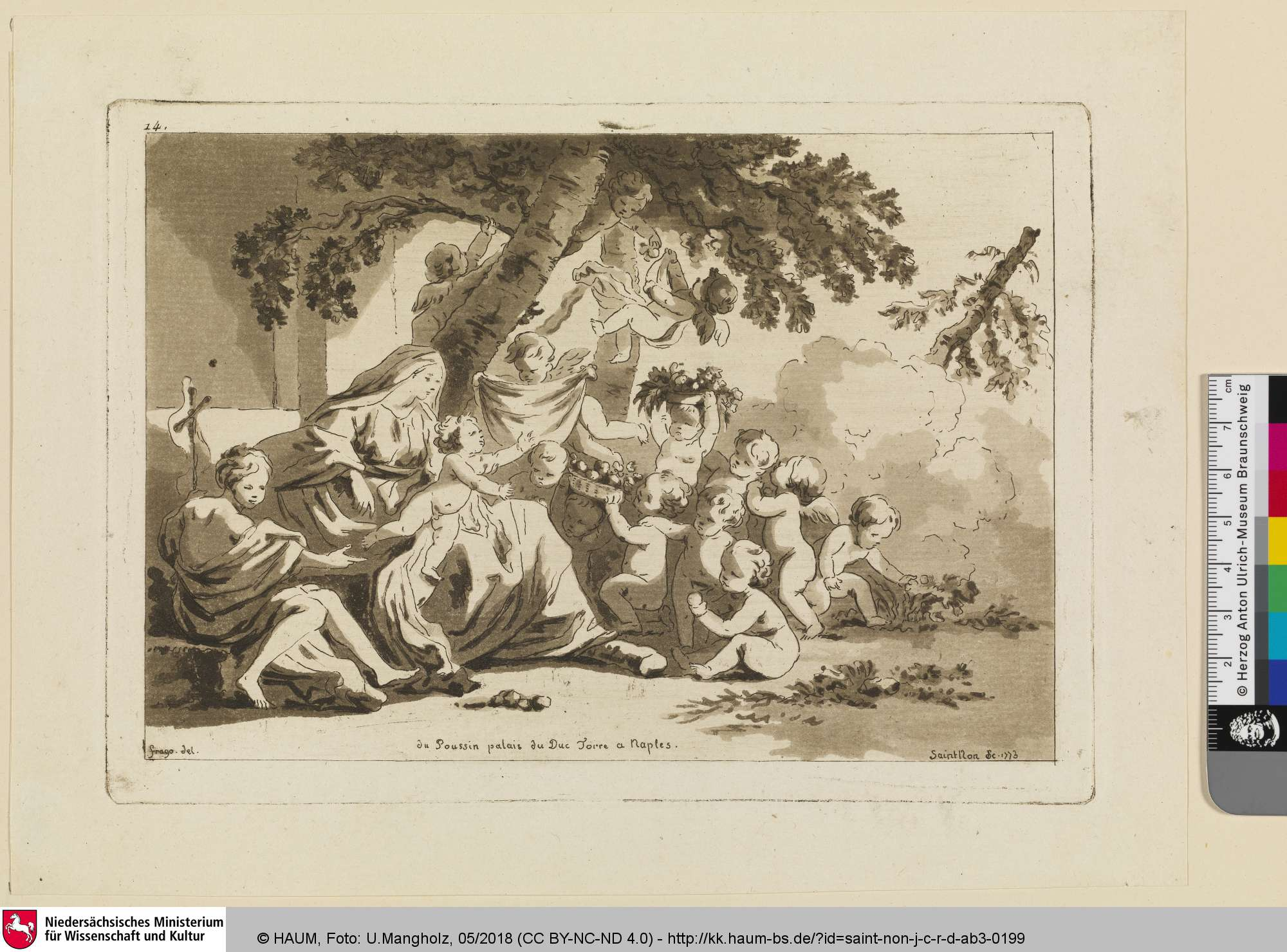
Disegno di Fragonard della Sacra Famiglia di Poussin della collezione di Ascanio Filomarino

La collezione Filomarino rimase pressoché intatta, tra l'una e l'altra residenza, in mano agli eredi per quasi tutto il Settecento. L'allora proprietario della raccolta e del palazzo della Torre, Ascanio Filomarino (1751-1799), vi aggiunse un notevole contributo sotto il profilo scientifico, essendo egli un fisico e vulcanologo. Il suo ruolo all'avanguardia sul panorama illuministico partenopeo del tempo gli consente di ricevere nel tempo illustri personalità che venivano ospitate nel suo palazzo, dove durante queste vengono sollevati apprezzamenti alla collezione d'arte del prozio omonimo.

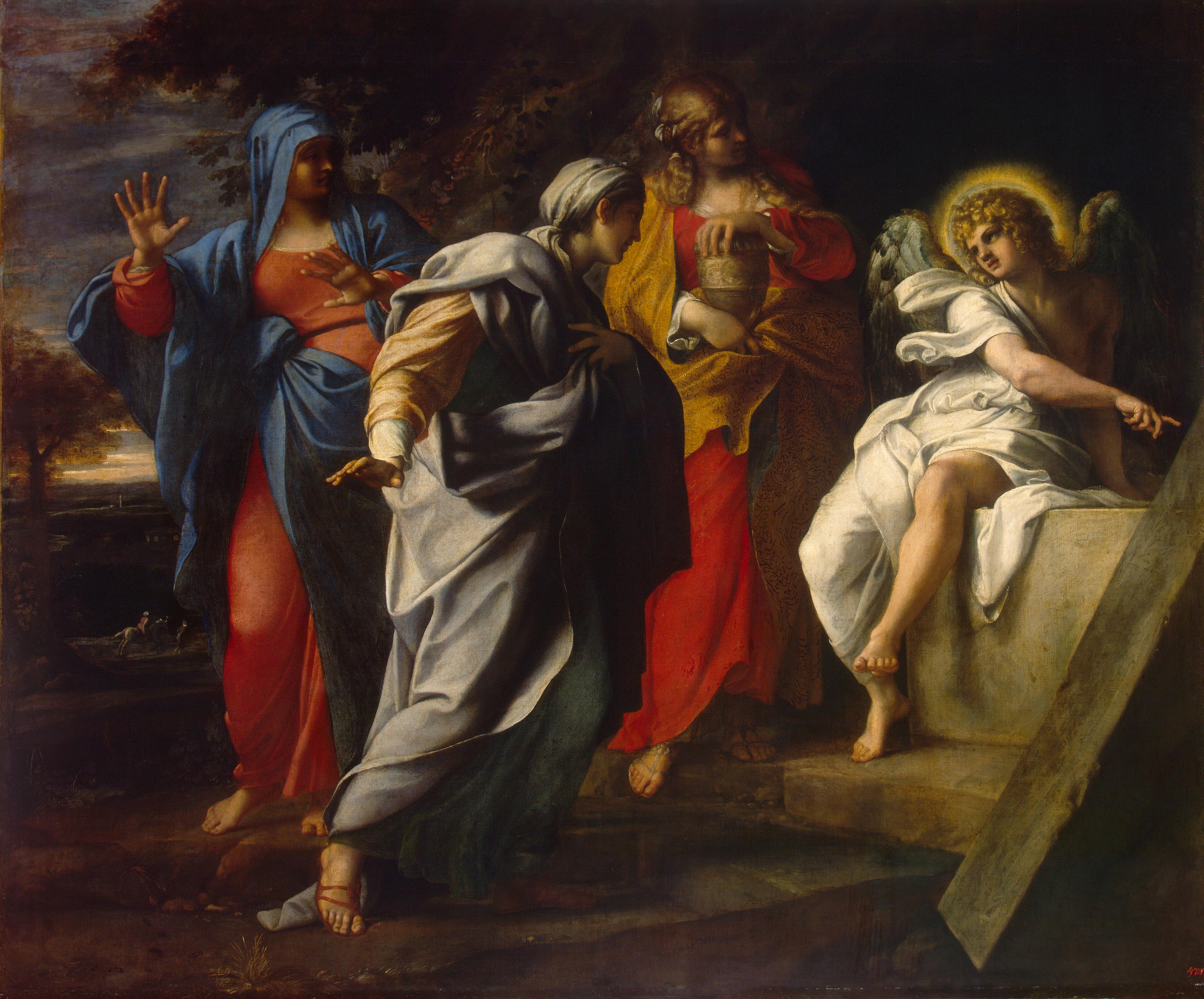
Tre Marie al sepolcro, Annibale Carracci (già in collezione di Ascanio Filomarino)

Nel 1799, con l'avvento dei francesi in Italia e quindi con la Repubblica napoletana, le sorti della quadreria del cardinale Ascanio cambiano irreversibilmente.
Durante una sommossa popolare in occasione della caduta della Repubblica il palazzo in San Giovani Maggiore fu saccheggiato e dato alle fiamme da alcuni ribelli che vi fecero irruzione con lo scopo aggredire Ascanio e Clemente Filomarino, rei a detta loro di essersi schierati dalla parte dei francesi. I due fratelli furono ammazzati, mentre diverse opere della collezione oggi non rintracciate, come le due del Poussin, o alcune del de Boulogne o di Simon Vouet, sono, con molta probabilità, andate perdute del tutto con quegli avvenimenti o comunque trafugate e/o disperse. In quell'occasione fu depredata anche la biblioteca Filomarino, particolarmente ricca e preziosa di volumi.
Nicola Filomarino, ultimo erede proprietario del palazzo fin quando non lo vendette nel 1820, assieme alla collezione di scienze naturali del padre, che fu alienata a Teodoro Monticelli nei primi del secolo (oggi nel Museo di mineralogia di Napoli), descrisse l'evento storico con le seguenti parole: «[...] furono depredate tutte le scritture, ed i titoli i più essenziali della Casa, una biblioteca ricchissima di preziose opere, di rari codici, di bellissimi inediti manoscritti, il tutto acquistato dal Cardinal Filomarino, a cui si erano unite le collezioni dei libri i più scelti formate da mio padre [Ascanio Filomarino, pronipote del cardinale] e da mio zio [Clemente Filomarino] in genere di Storia, di Viaggi, di Scienze, di Arti, di Manifatture, e di amena letteratura».
Solo poche tele della collezione sono giunte intatte sino ad oggi, grazie al fatto che sono scampate dai saccheggi perché precedentemente trasferite ai familiari della Rocca (come i dodici Angeli del Vouet, che sono segnalati nella dimora in Santa Chiara già alla metà del Settecento, senza sapere a che titolo avvenne il trasferimento e in quale occasione), oppure già vendute nel mercato d'arte. La famiglia Filomarino della Rocca perse la proprietà del palazzo nei primi decenni dell'Ottocento, ancorché diverse opere furono messe in vendita all'asta nel 1823, tra cui compare anche l'Adorazione dei Magi di Lorenzo Costa.

## Elenco delle opere (non completo)

### La collezione di Marcantonio Filomarino (inventario del 1634)

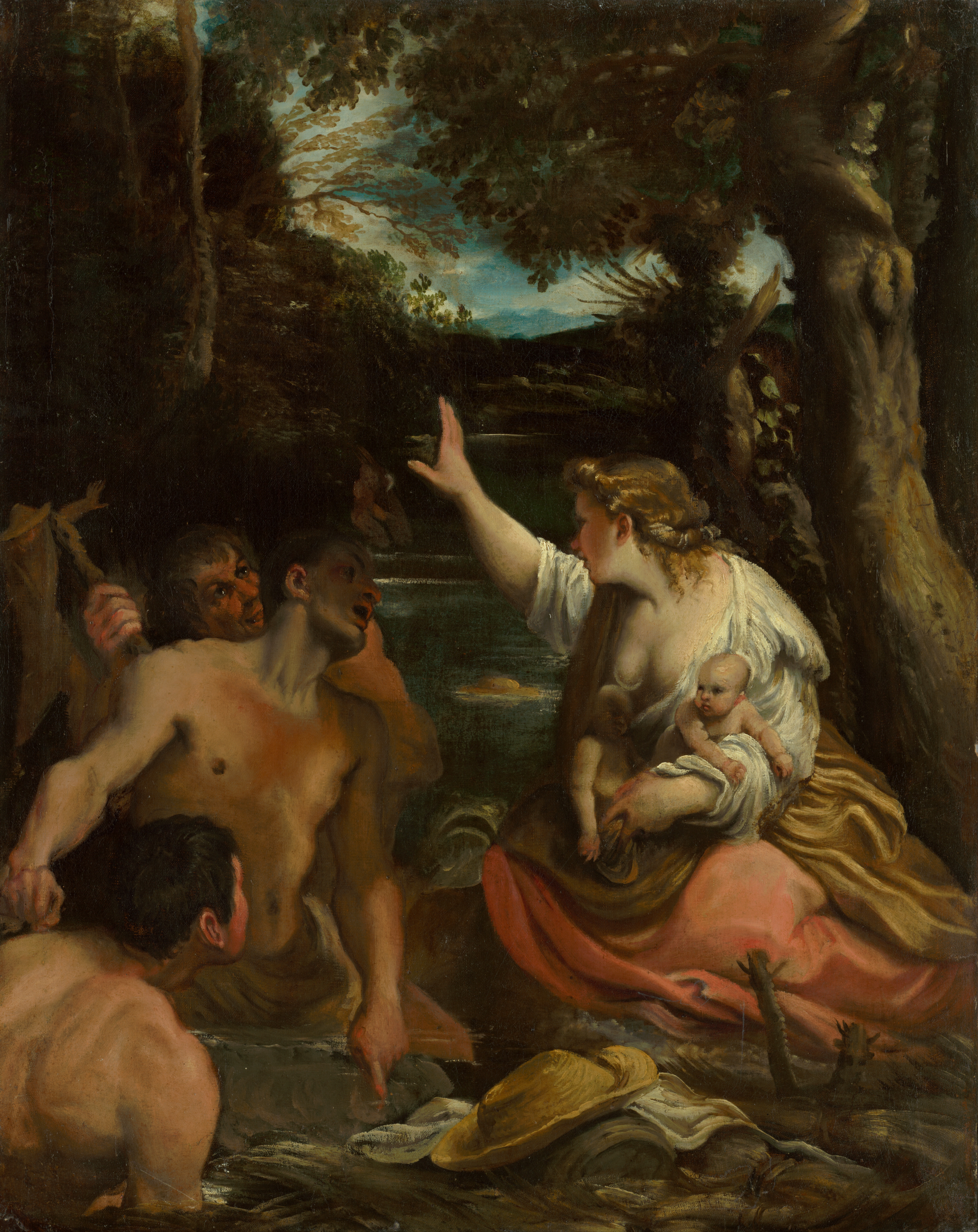
Latona, Annibale Carracci

- Battistello Caracciolo, Battesimo di Cristo, non rintracciato (in considerazione del fatto che il soggetto è l'unico nel catalogo del pittore, un'ipotesi al vaglio è quella secondo cui la tela potrebbe essere quella che il Celano cita nel 1692 presso il complesso dei Girolamini, visto che comunque non vi è certezza sul fatto che la sua provenienza sia della collezione di Giovanni Lercaro)
- Battistello Caracciolo, Pietà, non rintracciato
- Battistello Caracciolo, San Giovanni Battista, non rintracciato
- Battistello Caracciolo, Resurrezione, non rintracciato
- Battistello Caracciolo, Maddalena, non rintracciato
- Annibale Carracci, Latona, Galleria nazionale slovacca, Bratislava[17]
- Lorenzo Costa, Adorazione dei Magi, collezione privata
- Paolo Finoglio, Andata al Calvario, non rintracciato
- Jusepe de Ribera, Tizio, non rintracciato
- Simon Vouet, Circoncisione, identificabile con molta probabilità con quella oggi al Museo di Capodimonte, Napoli
- Simon Vouet, Santa Caterina, olio su tela, 90,6×72,8 cm, Galleria nazionale slovacca, Bratislava[18]

### La collezione di Ascanio Filomarino (inventario del 1685 e del 1700)

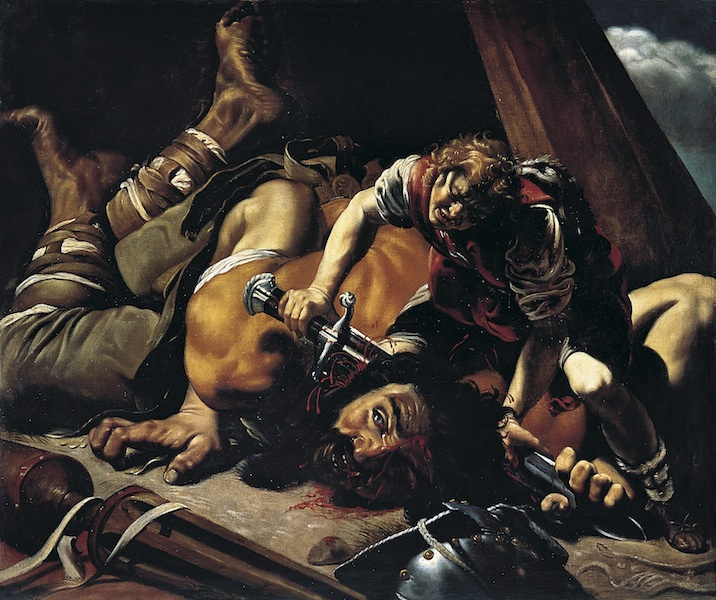
David con la testa di Golia, Orazio Borgianni

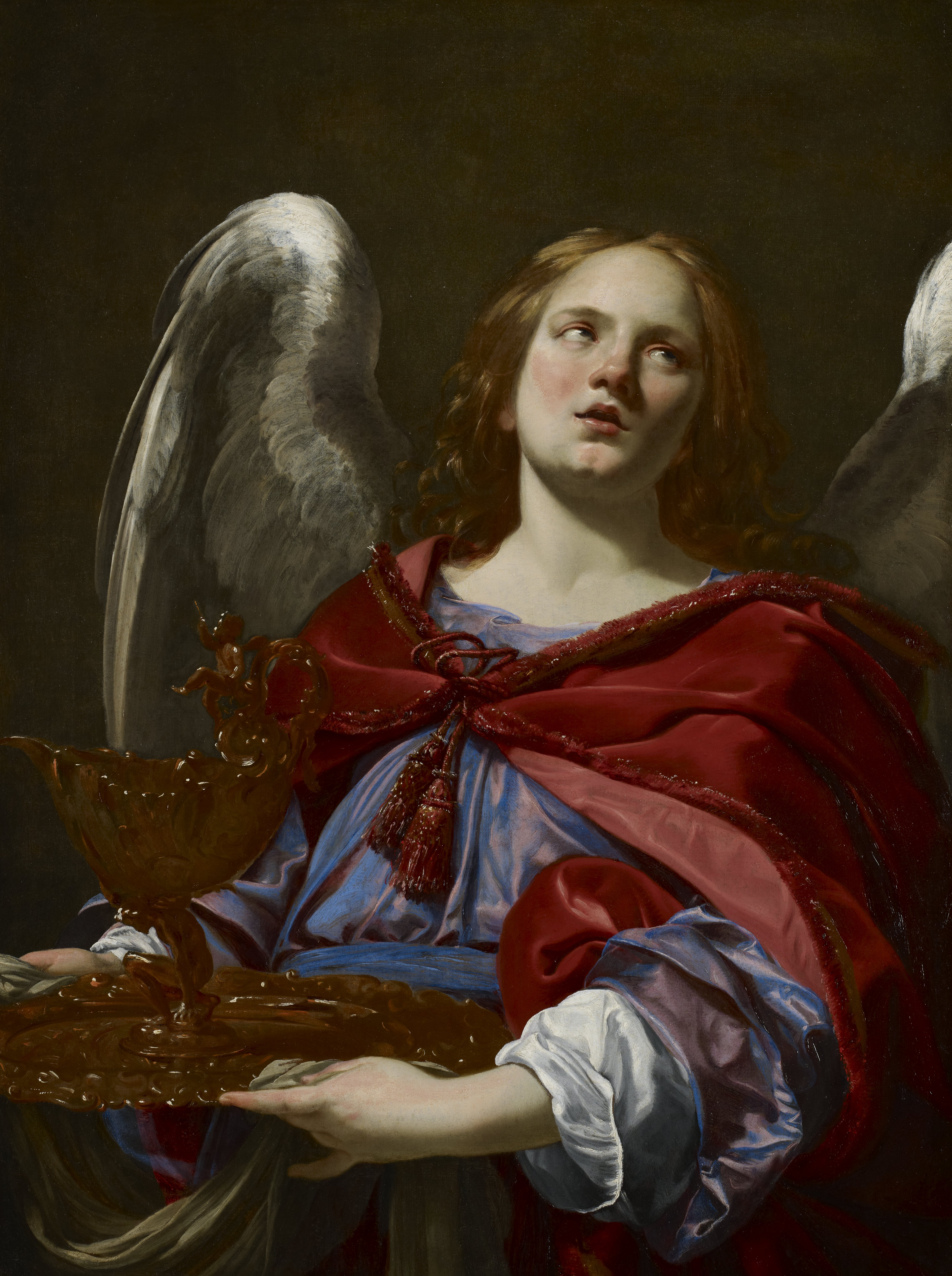
Angelo con la brocca dell’acqua di Pilato, Simon Vouet

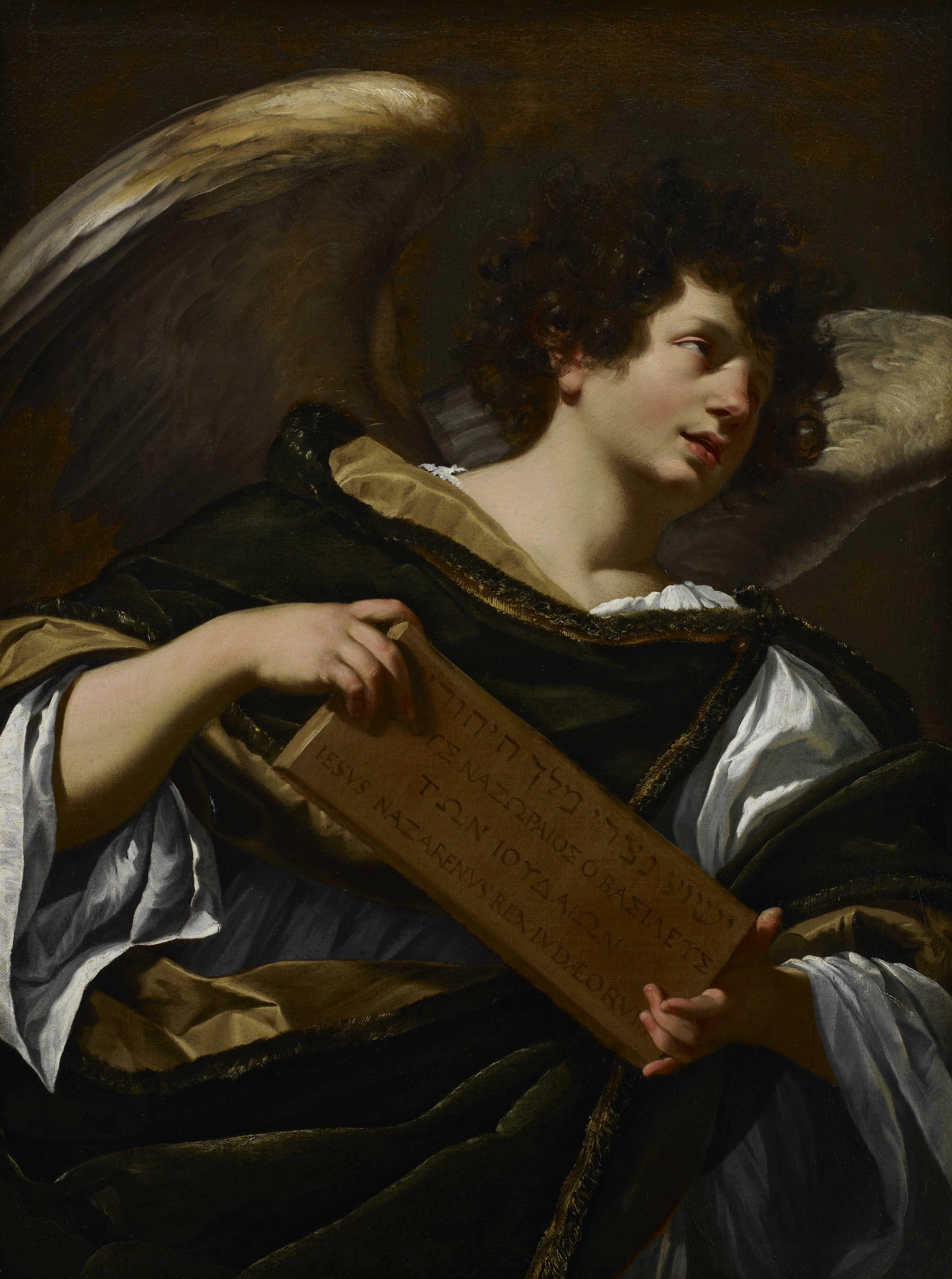
Angelo con la tabella della Croce, Simon Vouet

- Guido Ubaldo Abbatini, Ritratto di Urbano VIII, non rintracciato (distrutto nel 1799?)
- Francesco Albani, Battesimo di Cristo, non rintracciato (distrutto nel 1799?)
- Cavalier d'Arpino, Riposo durante la fuga in Egitto, non rintracciato (distrutto nel 1799?)
- Giovanni Bernardino Azzolino, Madonna col Bambino, non rintracciato (distrutto nel 1799?)
- Orazio Borgianni, David con la testa di Golia, forse identificabile con quella oggi all'Accademia di San Fernando, Madrid
- Valentin de Boulogne, Incoronazione di spine, non rintracciato (distrutto nel 1799?)
- Valentin de Boulogne, Ritratto di Ascanio Filomarino, olio su tela, 128×94 cm, castello di Montrésor
- Valentin de Boulogne, Ritratto di Scipione Filomarino, non rintracciato (distrutto nel 1799?)
- Valentin de Boulogne, Sacrificio di Abramo, olio su tela, 149,2×186,1 cm, MET, New York (in deposito dal museo di Montreal)
- Valentin de Boulogne, San Girolamo, non rintracciato (distrutto nel 1799?)
- Caravaggio, San Francesco sorretto da un angelo, non rintracciato (distrutto nel 1799?), opera già in collezione del cardinale Francesco Maria del Monte non identificabile con le due della collezione di Ottavio Costa e oggi ad Hartford e Udine (nel 1758 un'opera di Caravaggio è registrata presso il palazzo dei Filomarino della Rocca, potrebbe trattarsi di questa sul santo francescano)
- Annibale Carracci, Tre Marie al sepolcro, olio su tela, 121×145,5 cm, Museo dell'Ermitage, San Pietroburgo (nel 1758 l'opera è registrata presso il palazzo dei Filomarino della Rocca)
- Pietro da Cortona, Fuga in Egitto, non rintracciato (distrutto nel 1799?)
- Domenichino, Pietà, non rintracciato (distrutto nel 1799?)
- Domenichino, Sacra Famiglia, non rintracciato (distrutto nel 1799?)
- Cesare Fracanzano, San Gennaro, non rintracciato (distrutto nel 1799?)
- Artemisia Gentileschi, San Giovanni Battista, non rintracciato (distrutto nel 1799?)
- Luca Giordano, Santa Caterina, non rintracciato (distrutto nel 1799?)
- Luca Giordano, Immacolata Concezione, non rintracciato (distrutto nel 1799?)
- Giorgione, San Giovanni Battista, non rintracciato (distrutto nel 1799?)
- Giovanni Lanfranco, San Francesco morente, non rintracciato (distrutto nel 1799?)
- Francesco di Maria, Ritratto di Ascanio Filomarino, olio su tela, 73×97 cm, Galleria di palazzo Corsini, Firenze
- Charles Mellin, San Pietro e l'angelo, non rintracciato (distrutto nel 1799?)
- Nicolas Poussin, Fuga in Egitto, non rintracciato (distrutto nel 1799?)
- Nicolas Poussin, Annunciazione, non rintracciato (distrutto nel 1799?)
- Nicolas Poussin, Sacra Famiglia, non rintracciato (distrutto nel 1799?)
- Mattia Preti, San Sebastiano, non rintracciato (distrutto nel 1799?)
- Raffaello, Ritratto di dama, non rintracciato (distrutto nel 1799?)
- Guido Reni, Ecce Homo, non rintracciato (distrutto nel 1799?)
- Guido Reni, Ritratto di san Paolo primo eremita, non rintracciato (distrutto nel 1799?)
- Guido Reni, Sacra Famiglia, non rintracciato (distrutto nel 1799?)
- Guido Reni, Virtù (×4), non rintracciato (distrutto nel 1799?)
- Jusepe de Ribera, San Pietro e San Paolo, non rintracciato (distrutto nel 1799?)
- Il Sodoma, Santa Caterina, non rintracciato (distrutto nel 1799?)
- Tiziano, Figura femminile (santa Caterina?), non rintracciato (distrutto nel 1799?)
- Simon Vouet, Angeli con gli strumenti della Passione, serie di 12 tele, oli su tela, 102×78 cm, di cui otto in collezione privata, due, quello con la tabella della Croce e quello con la brocca dell'acqua di Pilato, al Minneapolis Institute of Art, e due, quello con dadi e tunica e quello con lancia e spugna, al Museo di Capodimonte, Napoli (nel 1758 le opere sono registrate presso il palazzo dei Filomarino della Rocca)

## Albero genealogico degli eredi della collezione
Segue un sommario albero genealogico degli eredi della collezione Filomarino, dove sono evidenziati in grassetto gli esponenti della famiglia che hanno ereditato, custodito, o che comunque sono risultati influenti nelle dinamiche inerenti alla collezione d'arte. Per semplicità, il cognome Filomarino viene abbreviato a "F.".
|                                          |                                          | | |                                                                  |                                                                  | | | | |                                                               |                                                               |                               |                               |
|                                          |                                          | | |                                                                  |                                                                  | | Marco F. (?-?) (sposato con Maria Zurlo) | | |                                                               |                                                               |                               |                               |
|                                          |                                          | | |                                                                  |                                                                  | | | | |                                                               |                                                               |                               |                               |
|                                          |                                          | | |                                                                  |                                                                  | | | | |                                                               |                                                               |                               |                               |
|                                          |                                          | | Tommaso F. (?-?) | Tommaso F. (?-?)                                                 |                                                                  | | | | Giacomo F. (?-?) | Giacomo F. (?-?)                                              | ...e altre 2 sorelle                                          | ...e altre 2 sorelle          |                               |
|                                          |                                          | | |                                                                  |                                                                  | | | | |                                                               |                                                               |                               |                               |
|                                          |                                          | | |                                                                  |                                                                  | | | | |                                                               |                                                               |                               |                               |
|                                          |                                          | | Giacomo F. | Giacomo F.                                                       |                                                                  | | | | Marcantonio F. | Marcantonio F.                                                |                                                               |                               |                               |
|                                          |                                          | | |                                                                  |                                                                  | | | | |                                                               |                                                               |                               |                               |
|                                          |                                          | | |                                                                  |                                                                  | | | | |                                                               |                                                               |                               |                               |
|                                          |                                          | | Tommaso II F. | Tommaso II F.                                                    |                                                                  | | | | Claudio F. (barone di Fuscaldo) | Claudio F. (barone di Fuscaldo)                               |                                                               |                               |                               |
|                                          |                                          | | |                                                                  |                                                                  | | | | |                                                               |                                                               |                               |                               |
|                                          |                                          | | |                                                                  |                                                                  | | | | |                                                               |                                                               |                               |                               |
|                                          |                                          | | Giovan Battista F. | Giovan Battista F.                                               |                                                                  | | | | Ascanio F. | Ascanio F.                                                    |                                                               |                               |                               |
|                                          |                                          | | |                                                                  |                                                                  | | | | |                                                               |                                                               |                               |                               |
|                                          |                                          | | |                                                                  |                                                                  | | | | |                                                               |                                                               |                               |                               |
|                                          | Tommaso III F.                           | Tommaso III F. | | Marcantonio F. (facente parte del ramo dei principi della Rocca) | Marcantonio F. (facente parte del ramo dei principi della Rocca) | ...e altre 3 sorelle | ...e altre 3 sorelle | | Claudio F. (facente parte del ramo dei duchi della Torre) | Claudio F. (facente parte del ramo dei duchi della Torre)     |                                                               |                               |                               |
|                                          |                                          | | |                                                                  |                                                                  | | | | |                                                               |                                                               |                               |                               |
|                                          |                                          | | |                                                                  |                                                                  | | | | |                                                               |                                                               |                               |                               |
| ...3 figli prematuramente morti al padre | ...3 figli prematuramente morti al padre | Isabella F. (1600–1679) (sposata con Giangirolamo II Acquaviva d'Aragona, rivendicò senza esiti la collezione che fu già del nonno e poi del padre e che passò a Marcantonio dopo la morte di Tommaso III) | Isabella F. (1600–1679) (sposata con Giangirolamo II Acquaviva d'Aragona, rivendicò senza esiti la collezione che fu già del nonno e poi del padre e che passò a Marcantonio dopo la morte di Tommaso III) | Giovan Battista F.                                               | Giovan Battista F.                                               | Ascanio F. (1583-1666) (cardinale dal 1641) | Ascanio F. (1583-1666) (cardinale dal 1641) | Scipione F. (1585-1647) (nacque il ramo dei duchi della Torre) | Scipione F. (1585-1647) (nacque il ramo dei duchi della Torre) | Ferrante (detto Gennaro) F. (?-?) (vescovo di Calvi dal 1642) | Ferrante (detto Gennaro) F. (?-?) (vescovo di Calvi dal 1642) | ...e altri 5 fratelli/sorelle | ...e altri 5 fratelli/sorelle |
|                                          |                                          | | |                                                                  |                                                                  | | | | |                                                               |                                                               |                               |                               |
|                                          |                                          | | |                                                                  |                                                                  | | | | |                                                               |                                                               |                               |                               |
|                                          |                                          | | | Nicola F.                                                        | Nicola F.                                                        | Ascanio F. (?-?) (fece redigere nel 1685 l'inventario della collezione copia di quello dello zio del 1666) | Ascanio F. (?-?) (fece redigere nel 1685 l'inventario della collezione copia di quello dello zio del 1666)                                                                              | Alfonso F. (?-?) (fu I duca della Torre a Mare e II duca della Torre di Teverolaccio; fece redigere un ulteriore inventario nel 1700 analogo a quello del fratello)                      | Alfonso F. (?-?) (fu I duca della Torre a Mare e II duca della Torre di Teverolaccio; fece redigere un ulteriore inventario nel 1700 analogo a quello del fratello)                      | Ippolita F. (?-?)                                             | Ippolita F. (?-?)                                             |                               |                               |
|                                          |                                          | | |                                                                  |                                                                  | | | | |                                                               |                                                               |                               |                               |
|                                          |                                          | | |                                                                  |                                                                  | | | | |                                                               |                                                               |                               |                               |
|                                          |                                          | | |                                                                  |                                                                  | | | Ascanio F. (1691-1742) | |                                                               |                                                               |                               |                               |
|                                          |                                          | | |                                                                  |                                                                  | | | | |                                                               |                                                               |                               |                               |
|                                          |                                          | | |                                                                  |                                                                  | | | | |                                                               |                                                               |                               |                               |
|                                          |                                          | | |                                                                  |                                                                  | | | Pasquale F. (1723-1779) (sposato con Maddalena Rospigliosi) | |                                                               |                                                               |                               |                               |
|                                          |                                          | | |                                                                  |                                                                  | | | | |                                                               |                                                               |                               |                               |
|                                          |                                          | | |                                                                  |                                                                  | | | | |                                                               |                                                               |                               |                               |
|                                          |                                          | | |                                                                  |                                                                  | Ascanio F. (1751-1799) (fu assassinato nel 1799; il palazzo in cui viveva fu poi dato alle fiamme, le quali avrebbero causato la distruzione di gran parte della collezione di Ascanio)                                                          | Ascanio F. (1751-1799) (fu assassinato nel 1799; il palazzo in cui viveva fu poi dato alle fiamme, le quali avrebbero causato la distruzione di gran parte della collezione di Ascanio) | Clemente F. (1755-1799) (fu assassinato nel 1799; il palazzo in cui viveva fu poi dato alle fiamme, le quali avrebbero causato la distruzione di gran parte della collezione di Ascanio) | Clemente F. (1755-1799) (fu assassinato nel 1799; il palazzo in cui viveva fu poi dato alle fiamme, le quali avrebbero causato la distruzione di gran parte della collezione di Ascanio) | Maria Gratimola F. (1758-1846)                                | Maria Gratimola F. (1758-1846)                                |                               |                               |
|                                          |                                          | | |                                                                  |                                                                  | | | | |                                                               |                                                               |                               |                               |
|                                          |                                          | | |                                                                  |                                                                  | | | | |                                                               |                                                               |                               |                               |
|                                          |                                          | | |                                                                  |                                                                  | Nicola F. (1778-1842) (III Principe di Boiano, V duca della Torre a Mare, VII duca della Torre di Teverolaccio; vendette nei primi dell'Ottocento la collezione scientifica del padre e nel 1828 il palazzo Filomarino in San Giovanni Maggiore) | | | |                                                               |                                                               |                               |                               |